# دي. بيلي ميريل
دي. بيلي ميريل هو محامي وسياسي أمريكي، ولد في 22 نوفمبر 1912، وتوفي في 14 أكتوبر 1993 في إيفانسفيل في الولايات المتحدة. نشط حزبياً في الحزب الجمهوري. وقد انتخب عضو مجلس النواب الأمريكي ‏.